# Wechselburg (zamek)

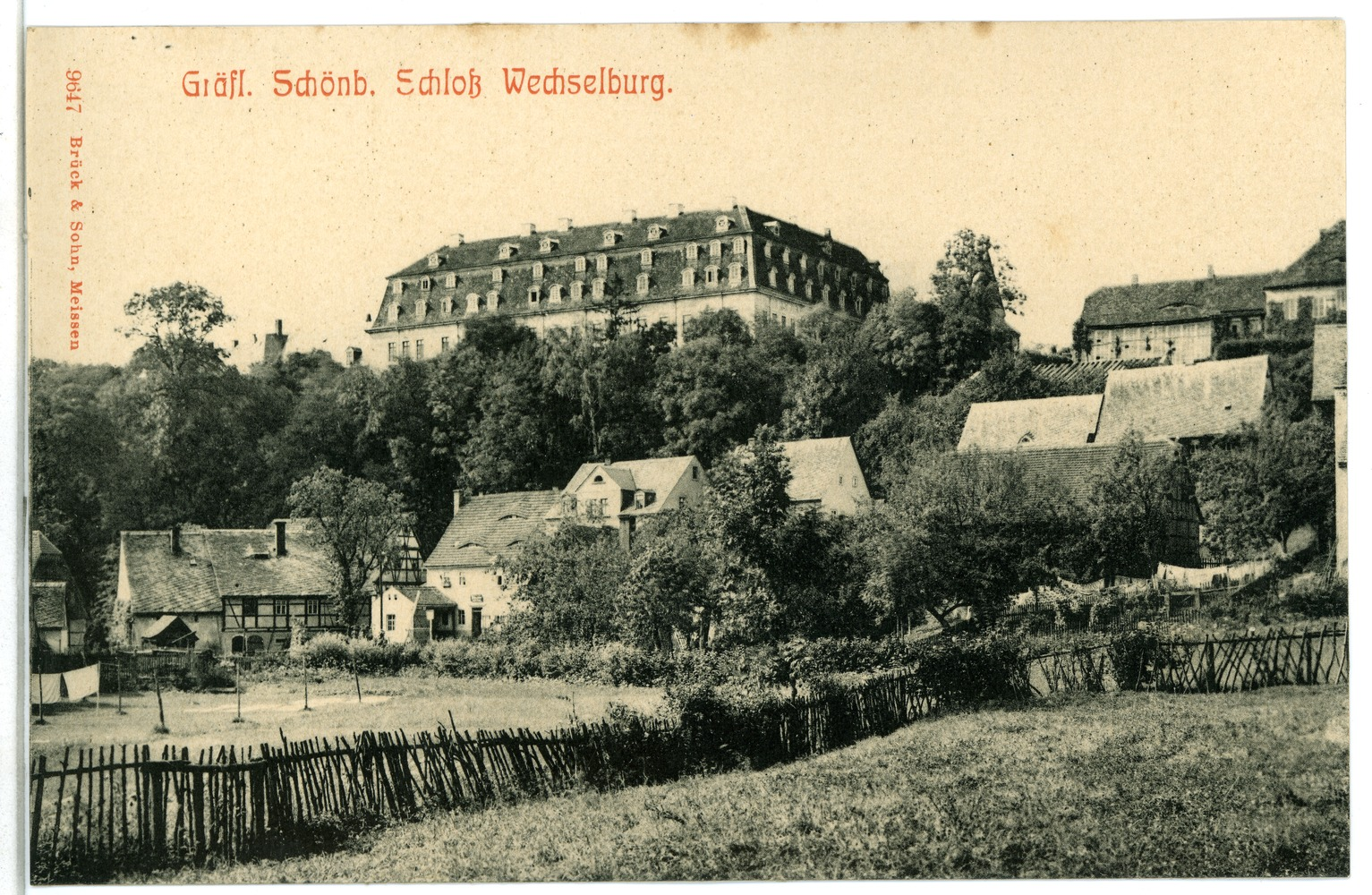
Widok na zamek od południowego wschodu, 1908

Wechselburg (niem. Schloss Wechselburg) – barokowy zamek w Wechselburgu w Niemczech, w kraju związkowym Saksonia, powstały w XVII–XVIII w. na fundamentach dawnego klasztoru Zschillen.

## Historia
Zamek Wechselburg powstał na miejscu zsekularyzowanego w 1543 klasztoru Zschillen, założonego w XII w. przez Dedona III z rodu Wettynów, należącego początkowo dla augustianów, a następnie krzyżaków. W wyniku dokonanej po sekularyzacji zamiany, klasztor przeszedł z rąk Maurycego Wettyna w ręce hrabiów Schönburga . Dawne zabudowania klasztorne zniszczył pożar w połowie XVI w., kolejne pożary miały miejsce na początku XVII i w pierwszej połowie XVIII w..
Od drugiej połowy XVII w. Wechselburg stał się rezydencją hrabiów, którzy na miejscu klasztoru wznieśli barokowy zamek (z zabudowań klasztornych pozostał kościół oraz piwnice) . Budowę zamku ukończono w 1756, wokół niego założono barokowy ogród . 
Zamek był własnością hrabiów Schönburga do końca II wojny światowej. Następnie został upaństwowiony i urządzono tu najpierw sanatorium dziecięce, a następnie szpital dziecięcy. W 2006 szpital został przeniesiony do Mittweidy i odtąd zamek stoi pusty. Jedynie jego boczne skrzydło (kleines Schloss) jest od 1993 ponownie użytkowane jako klasztor, tym razem benedyktynów . 